# Чюрюксулу Махмуд-паша
Чюрюксулу́ Махму́д-паша́ (тур. Çürüksulu Mahmud Paşa; 1864 — 1931) — османский государственный деятель, министр военно-морского флота.

## Биография
Махмуд-паша родился в 1864 году в Чюрюксу (ныне в Аджарии); грузин по происхождению.
После 1909 года Махмуд-паша принял участие в модернизации османской армии под эгидой германского верховного командования. Он был назначен министром общественных работ в «Единении и прогрессе».
Когда началась Первая мировая война, Махмуд выступал против вступления в неё Османской империи в виду неготовности армии. В «Единении и прогрессе» он был весьма известной и уважаемой личностью.
В 1914 году кандидатура Махмуда-паши была выдвинута султаном на пост в османской сенате (Аян Меджлиси). После поражения Османской империи в Первой мировой войне, Махмуд-паша возглавил комиссию по переговорам о мире. Поддержка Махмуда-паши по территориальным уступкам, достигнутых соглашением с армянами в 1919 году, вызвала критику со стороны Мустафы Кемаля Ататюрка.
22 марта 1920 года Махмуд-паша был одним из немногих членов «Единения и прогресса», арестованных и отправленных британскими властями для суда на Мальту. По их репатриации в 1921 году он вернулся в Османскую империю. Махмуд-паша умер в Стамбуле 31 июля 1931 года.